# Eugène Viala
Pour les articles homonymes, voir Viala.
Eugène Viala né le 8 septembre 1859 à Salles-Curan (Aveyron) et mort le 5 mars 1913 dans la même ville est un peintre, graveur, poète et écrivain français. Son œuvre, influencée par le romantisme et le symbolisme, se caractérise par des compositions sombres et tourmentées, notamment dans ses gravures à l’eau-forte.

## Biographie
Eugène Viala naît le 8 septembre 1859 à Salles-Curan, fils de Firmin Antoine Viala, percepteur, et d'Eugénie Matet, originaires du village de Broquiès, à une trentaine de kilomètres plus au sud.
Il étudie à l'école des beaux-arts de Montpellier de 1877 à 1880, puis en 1881 à l'Académie Julian à Paris où il suit les cours de Jacques-Edmond Leman et d'Ernest Hébert.
Il épouse Berthe Ducrochet de Saint-Geniez-d'Olt en 1888, et ont quatre enfants. Revenu à Rodez en 1889, il exerce d’abord le métier de photographe pour subvenir aux besoins de sa famille et publie alors quelques photographies. Dès 1899, Maurice Fenaille, grand industriel du pétrole et mécène entre autres d'Auguste Rodin et de Camille Claudel, le prend sous son aile et l'aide à poursuivre ses activités de peinture et de gravure. Il lui procure par trois fois en 1901, puis de 1903 à 1907 et enfin en 1912 un atelier rue de la ferme à Neuilly-sur-Seine, et au 233 rue du Faubourg-Saint-Honoré à Paris. Par ses commandes, il lui finance en 1909, un voyage en Italie où le peintre Tristan Richard l'accompagne.
De 1908 à 1909, il dirige la revue Le Cri de la Terre, inspirée du journal Le cri du peuple de Jules Vallès, où il exprime ses préoccupations pour l’économie agricole et son opposition à l’industrialisation. Cette petite revue bimensuelle, régionale et illustrée très caustique, sera éditée par l’Imprimerie Louis Loup-Forveille à Rodez, et aura une durée de vie de 13 numéros.
Il publie plusieurs ouvrages poétiques : Paysages (1908), recueil constitué de poèmes en prose, de contes et de nouvelles et un recueil rédigé en vers, Loin des foules (1897), dont le titre s'inspire du poème Les Foules de Charles Baudelaire, qu'il admire. Il publie également en 1888, une oeuvre de jeunesse : un roman de voyage illustré intitulé "A travers le vieux Rouergue".
L’œuvre d’Eugène Viala, principalement composée de gravures, est marquée par une représentation austère des paysages du Lévézou, sa région natale. Ses compositions illustrent des landes désertiques, des clochers isolés et des arbres tourmentés, souvent en lutte contre les éléments. Influencé par le romantisme et le symbolisme, il admire particulièrement l’œuvre de Gustave Moreau et développe un style imprégné de fantastique, caractérisé par une atmosphère sombre et mélancolique. Son travail est dominé par une vision pessimiste du monde, où l’angoisse et l’obsession de la mort sont omniprésentes, comme en témoigne le titre de son recueil De l’encre, de l’acide, de la souffrance. Son œuvre gravé alterne entre des allégories désolées et des paysages réalistes mais oppressants, où les figures humaines apparaissent minuscules et écrasées par leur environnement. Ses estampes, souvent qualifiées de visions hallucinées, se distinguent par une profondeur dramatique et une expressivité sombre.
Remy de Gourmont fait partie des écrivains avec lesquels il entretient des relations.
Il meurt le 5 mars 1913 à Salles-Curan des suites d'un accident de la circulation, renversé par une automobile à la descente d'un tramway à Neuilly. Il est inhumé au cimetière de la même ville.

## Collections publiques
- États-Unis
  - San Francisco, musée des Beaux-Arts[7].
- France
  - Paris :
    - bibliothèque de l'Institut national d'histoire de l'art[8].
    - département des estampes et de la photographie de la Bibliothèque nationale de France.

  - Rodez, musée des Beaux-Arts Denys-Puech : fonds de plus de 200 estampes[9].
  - Salles-Curan, musée Eugène Viala.
  - Toulouse, musée Paul-Dupuy[10].

Œuvres d'Eugène Viala
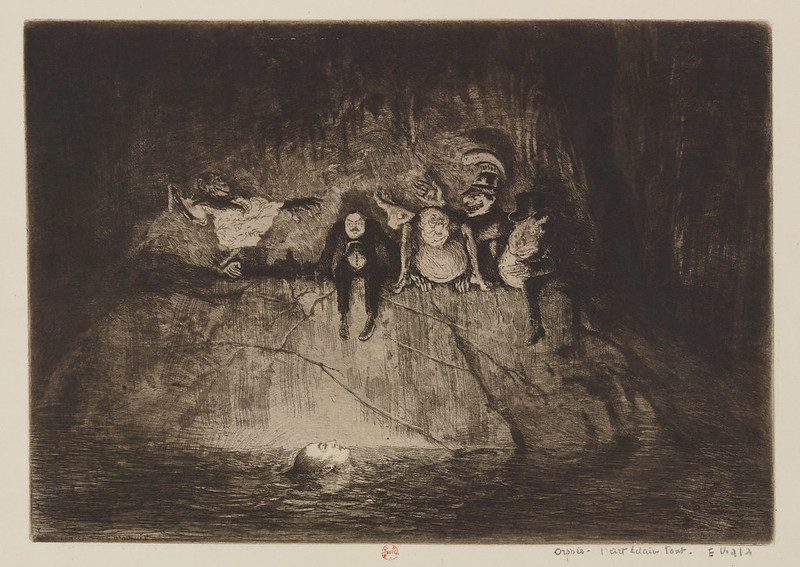
Orphée - L'Art éclaira tout, eau-forte.
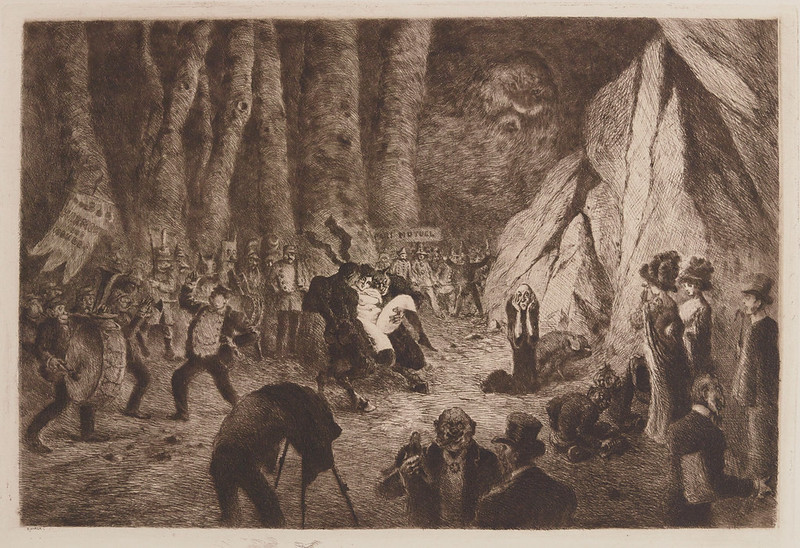
La Tentation de saint Antoine, eau-forte.
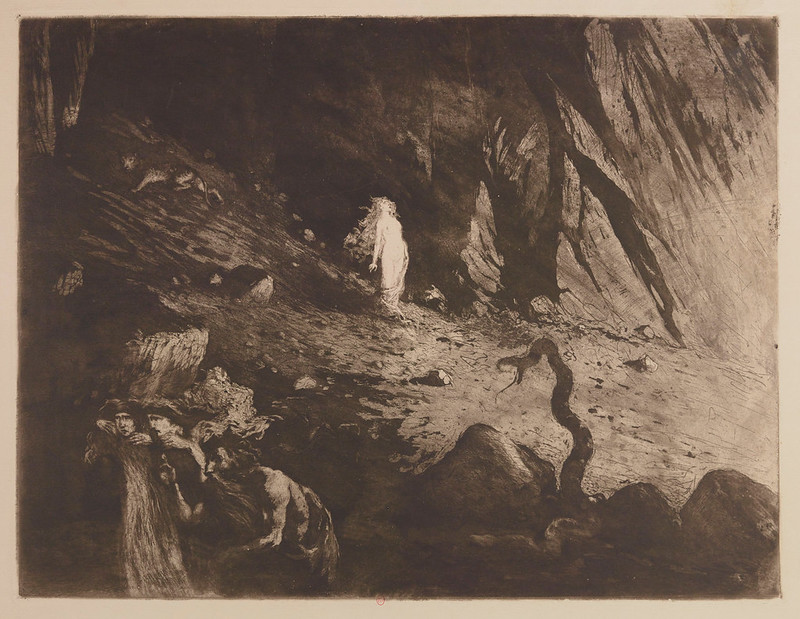
La Femme de Loth, eau-forte.
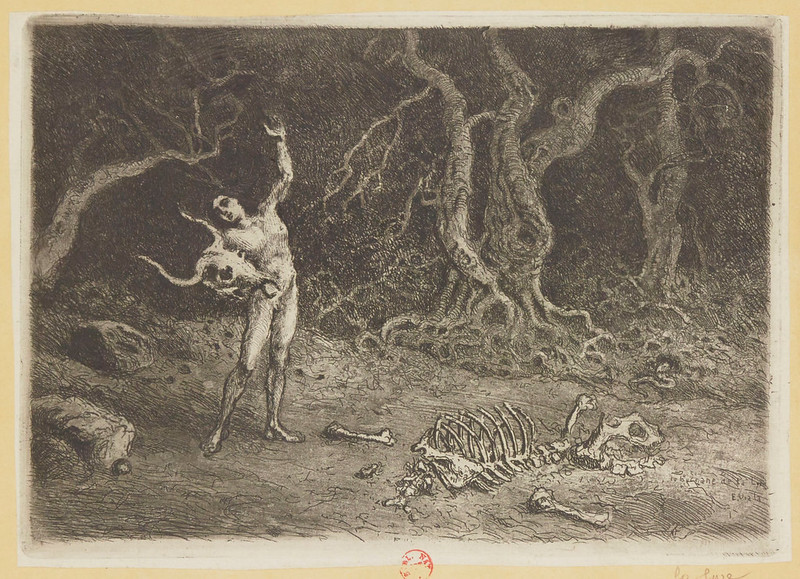
La Lyre, eau-forte.
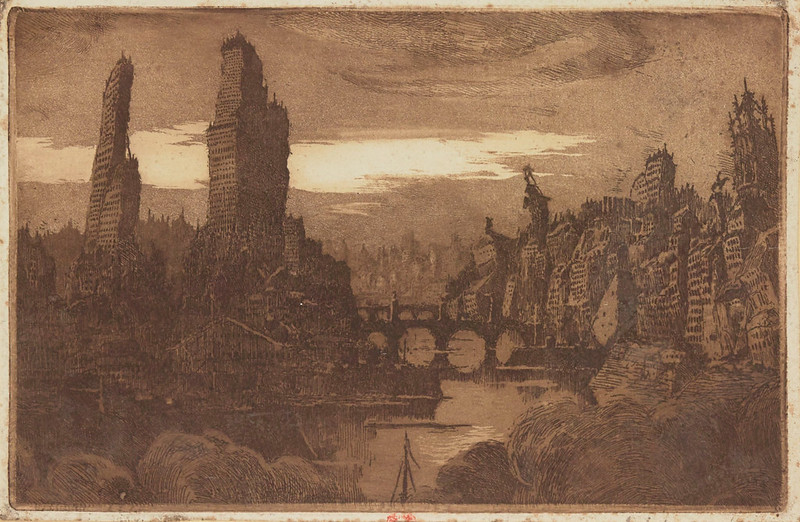
La Grande Nuit, eau-forte.
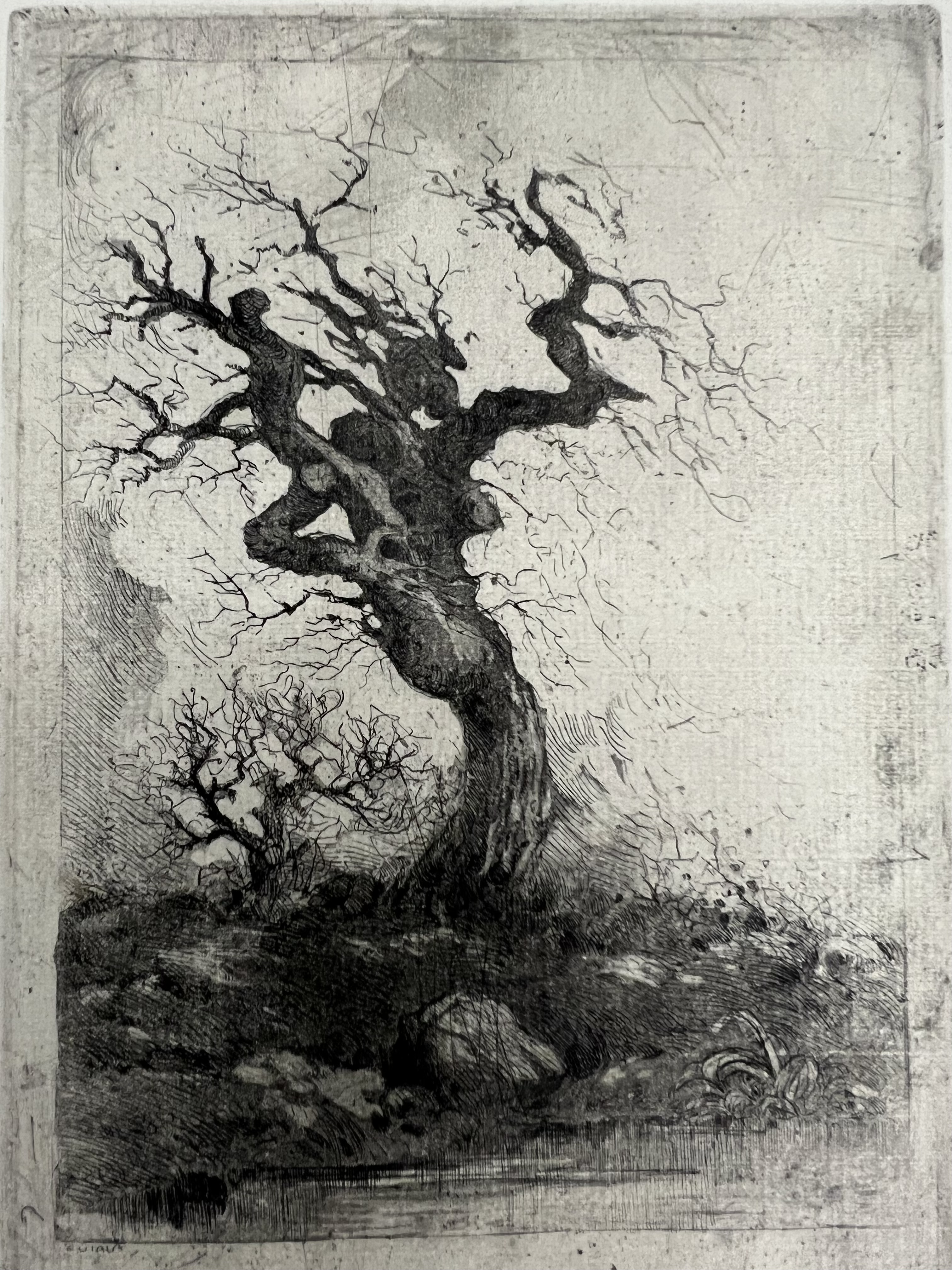
Gestes d’arbres, la sorcière, eau-forte et aquatinte.
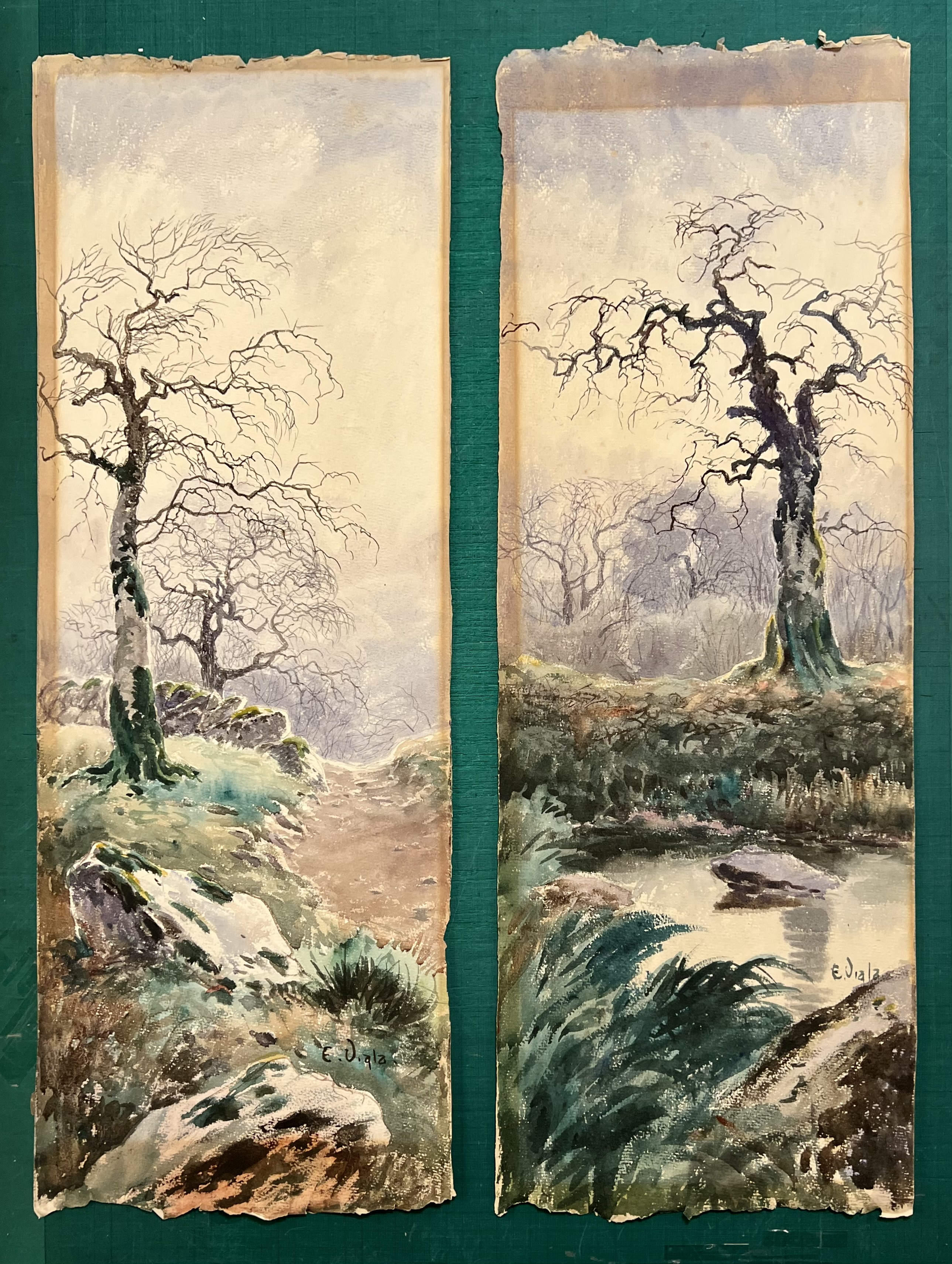
Le Chemin et La Mare, paire d'aquarelles, localisation inconnue.
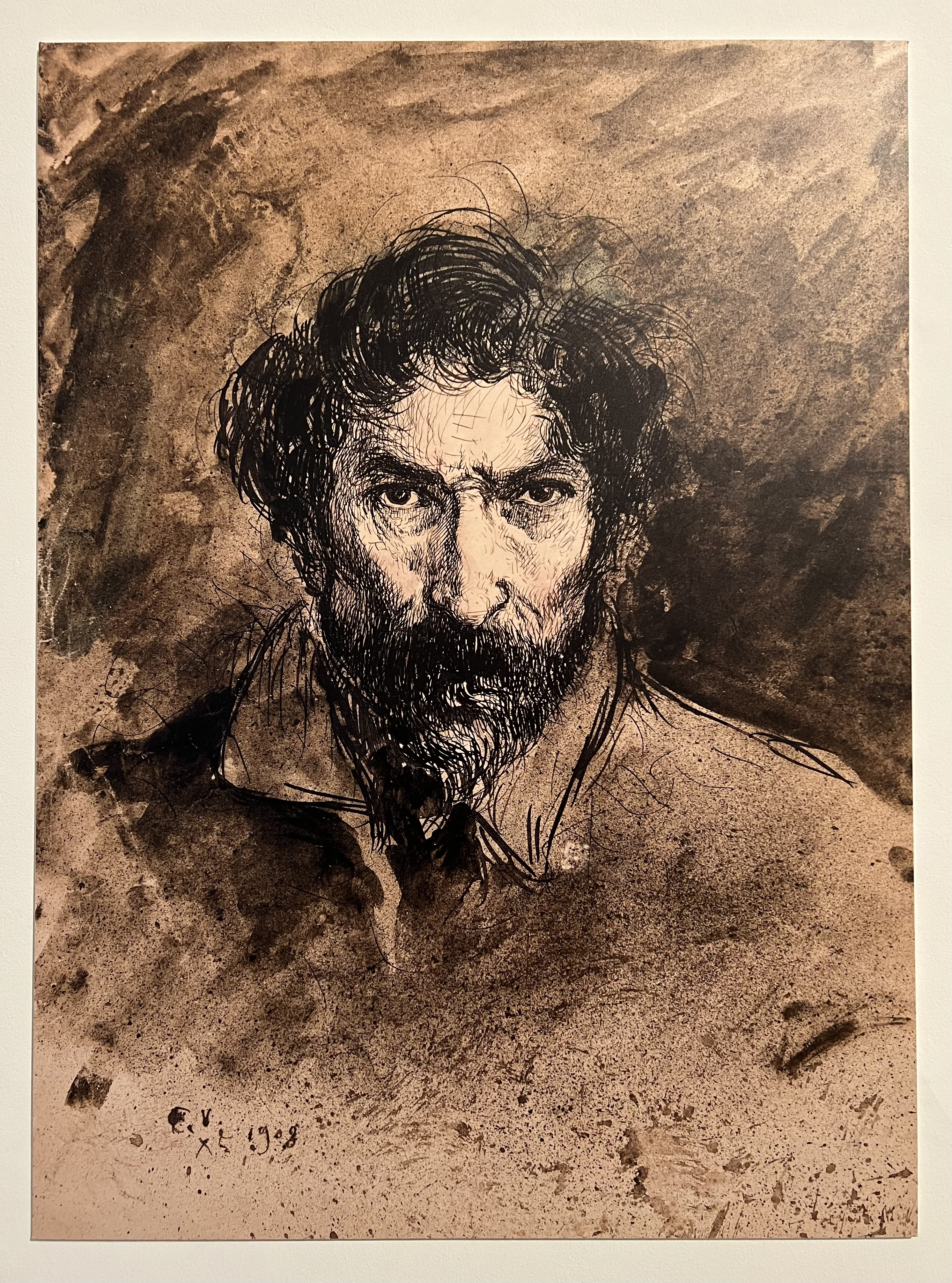
Sérigraphie d'après le dessin intitulé Autoportrait 1908[11]. Plume, lavis et rehauts d’aquarelle, collection particulière[12].

## Expositions
- En 1904, exposition dans la galerie du marchand d'art Charles Hessèle au 13, rue Laffite à Paris[13].
- Du 20 au 30 avril 1914, exposition à la galerie Manzi-Joyant (Hôtel des Modes) au 15, rue de la Ville-l'Évêque à Paris[13],[14].
- Du 1er octobre 2015 au 17 janvier 2016, plusieurs œuvres d'Eugène Viala sont présentées au Petit Palais à Paris, dans le cadre de l'exposition temporaire Fantastique ! L’estampe visionnaire. De Goya à Redon[15].
- Le musée Denys-Puech de Rodez lui consacre une rétrospective Eugène Viala, graveur du fantastique, du 16 octobre 2021 au 16 janvier 2022[16].
- Du 13 mars au 3 mai 2025, exposition Eugène Viala (1859-1913) - La Cendre du rêve à la Fondation Taylor, 1 rue La Bruyère 75009 Paris[17].

## Hommages
- Rodez : une rue porte son nom[18] ; le square de la Boule d’Or est ornementé d'un buste en bronze, œuvre de Denys Puech[19].
- Salles-Curan : une avenue[20] et une école primaire portent son nom. Un monument à sa mémoire sculpté par Marc Robert en 1957 orne le square qui porte son nom, situé près de la mairie.

## L'Association des amis d'Eugène Viala et du Lévezou
L'Association des amis d'Eugène Viala et du Lévezou, présidée par Serge Bories, membre de la Société des lettres, sciences et arts de l'Aveyron, a été fondée à Salles-Curan en 1999. Elle développe des activités culturelles et organise des expositions.
En 2019, l’association inaugure le musée Eugène Viala, rue du Château à Salles-Curan, dans des locaux provisoires. Elle a pour objectif la création d'un musée définitif au Grenier de Monsieur, une maison du XVe siècle dans le centre bourg de Salles-Curan.
L'association a fait rééditer deux recueils de poèmes d'Eugène Viala : un recueil de nouvelles intitulé Paysages et un recueil de poèmes en vers intitulé Loin des Foules. Cette association publie également une revue annuelle : Murmures de notre terre.

### Autres publications
- Pierre Jalabert et Armand Boutillier du Retail (Collecteur), Dossiers biographiques Boutillier du Retail : Documentation sur Eugène Viala (Coupures de presse), Paris, Le monde nouveau, 1924, 1 pièce ; in-8 (BNF 43716110).
- Bernard Combes de Patris, Jacques Bousquet et Paul Ramadier, Le centenaire d'Eugène Viala : Extrait de la Revue du Rouergue, no 52, octobre-décembre 1959 (Discours), Rodez, Revue du Rouergue, 1959, 1 pièce (paginé 364-401) ; in-8 (BNF 40370503).
- Association Les Amis d'Eugène Viala et du Lévézou et Serge Bories (dir.), Murmures de notre terre (Périodique), Salles-Curan, Association Les Amis d'Eugène Viala et du Lévézou, 2004-, n° : ill. ; 30 cm (ISSN 2115-2071, BNF 42389152).
- Serge Bories et Société des lettres, sciences et arts de l'Aveyron, Le préfet dans le décor d'un rêve d'artiste ou Jean Moulin chez Eugène Viala : Études aveyronnaises 2002 (Périodique), Rodez, Société des lettres, sciences et arts de l'Aveyron, 2002, 24 cm (ISSN 1271-6081).
- Chantal Lalle et Société des lettres, sciences et arts de l'Aveyron, Eugène Viala et le Lévezou : Études aveyronnaises 2002 (Périodique), Rodez, Société des lettres, sciences et arts de l'Aveyron, 2002, 24 cm (ISSN 1271-6081).
- Jean-Louis Aussibal et Société des lettres, sciences et arts de l'Aveyron, Intérieur, une nouvelle singulière d’Eugène Viala : Études aveyronnaises 2009 (Périodique), Rodez, Société des lettres, sciences et arts de l'Aveyron, 2009, 24 cm (ISSN 1271-6081).
- Serge Bories et Société des lettres, sciences et arts de l'Aveyron, Eugène Viala, rebelle et magnifique. Étude d’après une série de lettres d’Eugène Viala adressées à Denys Puech, de 1898 à 1912 : Études aveyronnaises 2012 (Périodique), Rodez, Société des lettres, sciences et arts de l'Aveyron, 2012, 24 cm (ISSN 1271-6081).
- Jean-Louis Aussibal, Serge Bories (dir.) et Association Les Amis d'Eugène Viala et du Lévézou, Les faneurs de rythmes ou le mystère des trois poètes (Étude d'une nouvelle d'E. Viala) : Murmures de notre terre no 14, Salles-Curan, Association Les Amis d'Eugène Viala et du Lévézou, 2014, n° : ill. ; 30 cm (ISSN 2115-2071, BNF 42389152).
- Jean-Louis Aussibal, Serge Bories (dir.) et Association Les Amis d'Eugène Viala et du Lévézou, Du côté de chez Eugène Viala, poète et aquafortiste : Inspirations Monastériennes et Ruthénoises, Murmures de notre terre, no 15, Salles-Curan, Association Les Amis d'Eugène Viala et du Lévézou, 2015  (ISSN 2115-2071).  — Étude sur les productions picturales et poétiques que la ville de Rodez et de ses environs ont favorisées chez Eugène Viala.
- Jean-Louis Aussibal et Société des lettres, sciences et arts de l'Aveyron, « Eugène Viala à Rodez : un artiste dans la cité (1889-1911) », Études Aveyronnaises 2016, Rodez, Société des Lettres, sciences et arts de l'Aveyron, 2017, pp. 69 à 100  (ISSN 1271-6081).
- Jean-Louis Aussibal, Serge Bories (dir.) et Association Les Amis d'Eugène Viala et du Lévezou, « “Excursions d'automne” : texte et analyse de la première nouvelle écrite par Eugène Viala (novembre 1903) », Murmures de notre terre, no 17, Salles-Curan, Association Les Amis d'Eugène Viala et du Lévezou, juin 2017, pp. 5 à 13  (ISSN 2115-2071).
- Jean-Louis Aussibal, Serge Bories (dir.) et Association Les Amis d'Eugène Viala et du Lévézou, « “Progrès”, texte et analyse de la dernière chronique écrite par Eugène Viala (mars 1911) », Murmures de notre terre, no 18, Salles Curan, Association Les Amis d'Eugène Viala et du Lévézou, juin 2018, pp. 10 à 17  (ISSN 2115-2071).
- Donato Pelayo, « Eugène Viala, un immense graveur méconnu », L'agglorieuse, 20 juin 2018  (1er, 2e, 3e et 4e articles en ligne sur lagglorieuse.info).
- Jean-Louis Aussibal, Serge Bories (dir.) et Association Les Amis d'Eugène Viala et du Lévézou, « “L'âme primitive”, texte et analyse d'une chronique d'Eugène Viala publiée dans “Le Journal de l'Aveyron” du 5 juin 1910 », Murmures de notre terre, no 20, Salles Curan, Association Les Amis d'Eugène Viala et du Lévézou, juin 2020, pp. 16 à 24  (ISSN 2115-2071).
- Jean-Louis Aussibal, Serge Bories (dir.) et Association Les Amis d'Eugène Viala et du Lévézou, « “La fête de l'arbre”, texte et analyse d'une chronique d'Eugène Viala publiée dans “Le Journal de l'Aveyron” du 2 août 1908 », Murmures de notre terre, no 21, Salles Curan, Association des amis d'Eugène Viala et du Lévézou, juin 2021, pp. 4 à 13  (ISSN 2115-2071).
- Jean-Louis Aussibal, Serge Bories (dir.) et Association Les Amis d'Eugène Viala et du Lévézou, "Les vieux", texte et analyse d'un poème en prose d'Eugène Viala publié dans "Le Journal de l'Aveyron" du 2 mai 1909, "Murmures de notre terre", no 22, Salles Curan, Association des Amis d'Eugène Viala et du Lévézou, juin 2022, pp. 4 à 12  (ISSN 2115-2071).
- Jean-Louis Aussibal, Serge Bories (dir.) et Association Les Amis d'Eugène Viala et du Lévézou, "Les cloches qui pleurent", texte et analyse littéraire d'un poème en prose d'Eugène Viala publié dans "Le Journal de l'Aveyron du 22 janvier 1911, "Murmures de notre terre", no 23, Salles Curan, Association des Amis d'Eugène Viala et du Lévézou, juin 2023, pp. 6 à 17  (ISSN 2115-2071).
- Jean-Louis Aussibal, Serge Bories (dir.) et Association Les Amis d'Eugène Viala et du Lévézou, "L'heure grise", texte et analyse littéraire d'une chronique d'Eugène Viala publiée dans "Le Journal de l'Aveyron" du 16 mai 1909, "Murmures de notre terre"n no 24, Salles Curan, Association des Amis d'Eugène Viala et du Lévézou, juin 2024, pp. 17 à 26  (ISSN 2115-2071).